# Internet Explorer 11
Chronologie des versions
Internet Explorer 10 Microsoft Edge
Microsoft Internet Explorer 11 (IE 11) est une version du navigateur Internet Explorer apparue dans la préversion de Windows 8.1. La première version stable est sortie le 17 octobre 2013 pour Windows 8.1 et le 7 novembre 2013 sous Windows 7. Elle est la dernière version annoncée du navigateur, Microsoft abandonnant son développement au profit de Microsoft Edge, lancé en 2015. À compter du 31 janvier 2020, c'est la seule version d'Internet Explorer à recevoir un support étendu avec des mises à jour de sécurité, la version 10 étant abandonnée.

## Nouveautés
- UI Responsiveness : analyser la performance d'une page web ;
- Possibilité d'utiliser le clic droit pour inspecter un élément HTML ;
- Nouveau design pour l'inspecteur d'éléments (F12) ;
- WebGL : permet des rendus dynamiques en trois dimensions dans les pages web ;
- Prise en charge du protocole SPDY[3].

## Fin de l'exploitation
Le 17 août 2020, Microsoft annonce l'arrêt programmé d'Internet Explorer 11, après 7 ans de support. La suppression de cette version démarre dès le 30 novembre 2020 avec l'application collaborative Microsoft Teams, la première à ne plus supporter IE 11. D'ici le 17 août 2021, l'ensemble des services Microsoft 365 auront également arrêté de supporter Internet Explorer 11.
Ultérieurement à cette date, les clients se retrouveront avec une expérience dégradée, comme l'explique Microsoft au moment de l'annonce.
Internet Explorer 11 restera disponible et maintenu en tant que composant de Windows selon la politique de cycle de vie Microsoft.
Microsoft a annoncé que l'application ne sera plus supportée sur le canal semi-annuel de Windows 10 à partir du 15 juin 2022,. Une mise à jour au navigateur Microsoft Edge publiée en février 2023 désactive Internet Explorer sur ces systèmes et redirige désormais ses utilisateurs vers Edge. Le retrait du navigateur n'affecte pas les versions LTSB ou LTSC de Windows 10, Windows Server 2016, 2019 et 2022, et les versions précédentes de Windows.